# 青森市立岩渡小中学校
青森市立岩渡小中学校（あおもりしりつ いわたりしょうちゅうがっこう）は、青森県青森市大字岩渡にあった小中併設校。

## 概要
青森市西部の岩渡地区にあり、山間の集落に位置していた。

## 沿革

### 小学校
- 1902年（明治35年）6月27日 - 岩渡字熊沢169番地に三内尋常小学校岩渡分教場として発足。
- 1910年（明治43年）11月3日 - 岩渡字熊沢178番地に校舎新築移転。
- 1927年（昭和2年）4月1日 - 滝内尋常小学校岩渡分教場に改称。
- 1941年（昭和16年）4月1日 - 国民学校令により、滝内国民学校岩渡分校に改称。同日、滝内中学校岩渡分校併置。
- 1947年（昭和22年）
  - 4月1日 - 学校教育法（旧法）施行により、滝内村立滝内小学校岩渡分校に改称。
  - 7月4日 - 岩渡字熊沢191番地に移転。

三内西小学校へ統合までの沿革は、下記「小中学校」を参照。
- 1988年（昭和63年）
  - 3月22日 - 岩渡分校閉校式挙行。
  - 3月31日 - 岩渡分校閉校（事実上完全閉校）。

### 中学校
- 1947年（昭和22年）4月1日 - 滝内小学校岩渡分校内に併置する形で、滝内中学校岩渡分校開校。
- 1988年（昭和63年）3月22日 - この日をもって、休校から廃校となる[2][1]。

### 小中学校
- 1949年（昭和24年）
  - 7月15日 - 独立し、滝内村立岩渡小・中学校に改称。
  - 10月17日 - 二股季節分校新校舎落成式挙行。
- 1951年（昭和26年）4月1日 - 滝内村が青森市に合併された事により、青森市立岩渡小・中学校に改称。
- 1956年（昭和31年）7月20日 - 岩渡字熊沢178番地に移転[3]。
- 1982年（昭和57年）3月31日 - 二股季節分校廃校。
- 1987年（昭和62年）4月1日 - 岩渡小学校は三内西小学校に統合され、三内西小学校岩渡分校に改称（名目上の廃校）。岩渡中学校は休校となる。

## 学区
岩渡地区全域

## アクセス
※廃校時点
- 青森市営バス岩渡バス停から、徒歩約600m・約10分。
- 近くには東北自動車道が通るが、青森ICからは遠回りとなる。

## 周辺
- モトフィールド・エンデューロパーク